# Возьники-Кольонія
Возьники-Кольонія (пол. Woźniki-Kolonia) — село в Польщі, у гміні Воля-Кшиштопорська Пйотрковського повіту Лодзинського воєводства.
Населення — 138 осіб (2011).
У 1975-1998 роках село належало до Пйотрковського воєводства.

## Демографія
Демографічна структура станом на 31 березня 2011 року:
|          | Загалом | Допрацездатний вік | Працездатний вік | Постпрацездатний вік |
| -------- | ------- | ------------------ | ---------------- | -------------------- |
| Чоловіки | 73      | 17                 | 48               | 8                    |
| Жінки    | 65      | 11                 | 42               | 12                   |
| Разом    | 138     | 28                 | 90               | 20                   |